# Portugal International 2010
Die Portugal International 2010 fanden vom 29. April bis zum 2. Mai 2010 im Centro de Alto Rendimento de Badminton in Caldas da Rainha statt. Es war die 45. Auflage dieser internationalen Titelkämpfe in Portugal im Badminton. Das Preisgeld betrug 5.000 US-Dollar und das Turnier wurde damit in das BWF-Level 4B eingeordnet. Der Referee war Preben Nøies aus Dänemark. Hauptsponsor und Namensgeber des Turniers war VICTOR.

## Sieger und Platzierte
| Disziplin    | Gold                                  | Silber                               | Bronze                         |
| ------------ | ------------------------------------- | ------------------------------------ | ------------------------------ |
| Herreneinzel | Kenn Lim                              | Fabian Hammes                        | Dieter Domke                   |
| Herreneinzel | Kenn Lim                              | Fabian Hammes                        | Marcel Reuter                  |
| Dameneinzel  | Telma Santos                          | Helen Davies                         | Nicola Cerfontyne              |
| Dameneinzel  | Telma Santos                          | Helen Davies                         | Lianne Tan                     |
| Herrendoppel | Martin Kragh Anders Skaarup Rasmussen | Zvonimir Đurkinjak Zvonimir Hölbling | Marcus Ellis Peter Mills       |
| Herrendoppel | Martin Kragh Anders Skaarup Rasmussen | Zvonimir Đurkinjak Zvonimir Hölbling | Ben Stawski Paul van Rietvelde |
| Damendoppel  | Alexandra Langley Lauren Smith        | Steffi Annys Séverine Corvilain      | Louise Hansen Maria Herskind   |
| Damendoppel  | Alexandra Langley Lauren Smith        | Steffi Annys Séverine Corvilain      | Alyssa Lim Kate Robertshaw     |
| Mixed        | Zvonimir Đurkinjak Staša Poznanović   | Jacco Arends Selena Piek             | Eetu Heino Nanna Vainio        |
| Mixed        | Zvonimir Đurkinjak Staša Poznanović   | Jacco Arends Selena Piek             | Mark Middleton Alyssa Lim      |

## Finalergebnisse
| Disziplin    | Sieger                                | Finalist                             | Ergebnis          |
| ------------ | ------------------------------------- | ------------------------------------ | ----------------- |
| Herreneinzel | Kenn Lim                              | Fabian Hammes                        | 21:14 21:17       |
| Dameneinzel  | Telma Santos                          | Helen Davies                         | 21:17 19:21 21:12 |
| Herrendoppel | Martin Kragh Anders Skaarup Rasmussen | Zvonimir Đurkinjak Zvonimir Hölbling | 21:18 21:14       |
| Damendoppel  | Alexandra Langley Lauren Smith        | Steffi Annys Séverine Corvilain      | 13:21 21:13 21:18 |
| Mixed        | Zvonimir Đurkinjak Staša Poznanović   | Jacco Arends Selena Piek             | 21:14 18:21 21:11 |